# نورمان هنري أشتون
نورمان هنري أشتون (بالإنجليزية: Norman Henry Ashton)‏‏ (11 سبتمبر 1913 - 4 يناير 2000) زميل الجمعية الملكية، هو طبيب عيون واختصاصي علم الأمراض بريطاني الجنسية.